# ヴィットーリオ・アンブロジオ
ヴィットーリオ・アンブロジオ（Vittorio Ambrosio, 1879年7月28日 - 1958年11月19日）は、イタリア王国の軍人。伊土戦争、第一次世界大戦、第二次世界大戦に参戦し、1943年2月2日 - 1943年11月18日までの289日間、国防参謀長を務めた。
姓はイタリア語のアクセントを考慮してアンブロージオとも表記される。

## 生涯
1879年7月28日、イタリア王国ピエモンテ州の州都トリノで生まれた。1896年、モデナ陸軍士官学校に入学し、卒業後、騎兵将校に任命された。伊土戦争では第16カヴァッレッジェーリ・ディ・ルッカ連隊の中尉を務めた。第一次世界大戦時は師団の参謀長を務め、1935年には第12軍団司令官に任命された。
第二次世界大戦のユーゴスラビア侵攻でアンブロジオは第2軍を率いて4月11日までにリュブリャナとザダルの郊外に到着し、4月15日にスプリトとコトルを占領した。4月17日までに、ダルマチアを占領した。その後ベニート・ムッソリーニによって陸軍参謀長に任命された。
陸軍参謀長に任命されたアンブロジオはウクライナとバルカン半島からイタリア軍を撤退させようと計画した。1943年2月2日にアンブロジオは国防参謀長に就任した。1943年7月25日、グランディ決議によりムッソリーニ政権が崩壊しピエトロ・バドリオが首相に就任すると、アンブロジオは連合国との休戦を支援した。1943年11月18日にアンブロジオはバドリオによって国防参謀長を解任され、監察官へと降格した。
ムッソリーニ逮捕計画を立て、計画は成功したがグラン・サッソ襲撃で結局逃している。
1958年11月19日にリグーリア州アラッシオで死亡。